# Ericka Lorenz
Ericka Denise Lorenz (* 18. Februar 1981 in San Diego, Kalifornien) ist eine ehemalige Wasserballspielerin aus den Vereinigten Staaten. Sie gewann bei Olympischen Spielen je eine Silber- und Bronzemedaille. Sie siegte zweimal bei Weltmeisterschaften und einmal bei Panamerikanischen Spielen.

## Sportliche Karriere
Ericka Lorenz besuchte die Patrick Henry High School in San Diego und gehörte zur Schulmannschaft in Softball, Volleyball und Wasserball. 1999 begann sie mit dem Studium an der University of California, Berkeley und wurde in die Nationalmannschaft berufen.
Bei den Olympischen Spielen 2000 in Sydney stand erstmals auch ein Wasserballturnier für Frauen auf dem Programm. Die 1,80 m große Flügelspielerin Lorenz wurde in allen sieben Spielen der Mannschaft eingesetzt und erzielte sechs Tore. Im Halbfinale besiegte das US-Team die Niederländerinnen mit 6:5, im Finale unterlagen die Amerikanerinnen den Australierinnen mit 3:4. Im Juli 2003 fand die Weltmeisterschaft 2003 in Barcelona statt. Das US-Team gewann den Titel durch ein 8:6 über die Italienerinnen. Direkt im Anschluss wurden in Santo Domingo die Panamerikanischen Spiele ausgetragen. Im Finale besiegte das US-Team die Kanadierinnen mit 7:3. Bei den Olympischen Spielen 2004 in Athen unterlagen die Amerikanerinnen im Halbfinale den Italienerinnen, im Spiel um die Bronzemedaille bezwangen sie die Australierinnen mit 6:5. Ericka Lorenz erzielte im Olympiaturnier zwei Tore.
Bei der Weltmeisterschaft 2005 in Montreal gewann das US-Team im Viertelfinale gegen die Australierinnen. Nach einem Halbfinalsieg gegen die Russinnen unterlag das US-Team im Final den Ungarinnen nach der zweiten Verlängerung. Zwei Jahre später bei der Weltmeisterschaft 2007 in Melbourne bezwangen die Amerikanerinnen im Viertelfinale die Spanierinnen und im Halbfinale die Ungarinnen. Im Finale setzte sich das US-Team mit 6:5 gegen die Australierinnen durch.
Nach Schulter- und Knieverletzungen beendete Lorenz ihre Karriere im Nationalteam vor den Olympischen Spielen 2008. Lorenz, die nach ihrem Studium als Profi in Italien gespielt hatte, wurde später Rettungsschwimmerin.